# Алојз Петерле
Алојз „Лојзе“ Петерле (рођен 5. јула 1948) је словеначки политичар и дипломата. Био је лидер Словеначке хришћанске демократске партије.
Петерле је 1975. дипломирао географију и историју. Каријеру је отпочео у Урбанистичком институту где се бавио просторним планирањем и урбанизмом.
Године 1989, основао је странку СКД - Словенских хришћанских демократа, чији је председник био све до 2000. кад се странка ујединила са СЛС-ом (Словенска људска странка). Петерле се изразито залагао да се СР Словенија одвоји од Југославије и постане самостална.
Након парламентарних избора 1990. Петерле је постао премијер Словеније, а 1991. године проглашава независност Словеније од Југославије. До 1992. је био премијер, а онда на власт долази коалиција на челу са Јанезом Дрновшеком. Од јануара 1993. до октобра 1994. Петерле је био заменик премијера и министар спољних послова.
Године 1994. Петерле је дао оставку на своју функцију због сукоба унутар коалиције, односно због тога што је Дрновшек именовао Јожефа Школча, члана своје либерално-демократске странке, за председавајућег парламента, а Петерле је предлагао да председавајући буде из странке хршћанских демократа. Словеначке хришћанске демократе су остале у коалицији, али су се често разилазили у мишљењима. 1996. Петерле је захтевао смену министра спољних послова Зорана Талера који, по Петерлеовом мишљењу, није довољно побољшао и унапредио односе са Италијом. Када је 2000. влада пала, Петерле поново постаје министар спољних послова, у време док је председник владе био Андреј Бајук, но на том месту је остао само до септембра 2000. односно до поновног доласка Дрновшека на власт.
У изборима за Европски Парламент 2004. године Петерле је испред странке Нова Словенија изабран за заступника. У новембру 2006. године Петерле службено објављује своју кандидатуру за председничке изборе следеће године.
Уз то, Петерле је члан Управне комисије (енгл. Steering Committee) у Европском парламенту, који има за циљ иницијативу под именом: „Европи дати душу“.
Током 2007. је водио председничку кампању која се завршила неуспешно иако је добио највише гласова после првог круга - 28,5%. У другом кругу је изгубио од левичарског кандидата Данила Тирка. Петерле је освојио око 31,8% гласова, Тирк око 68,2%.